# Vallon des Chantoirs

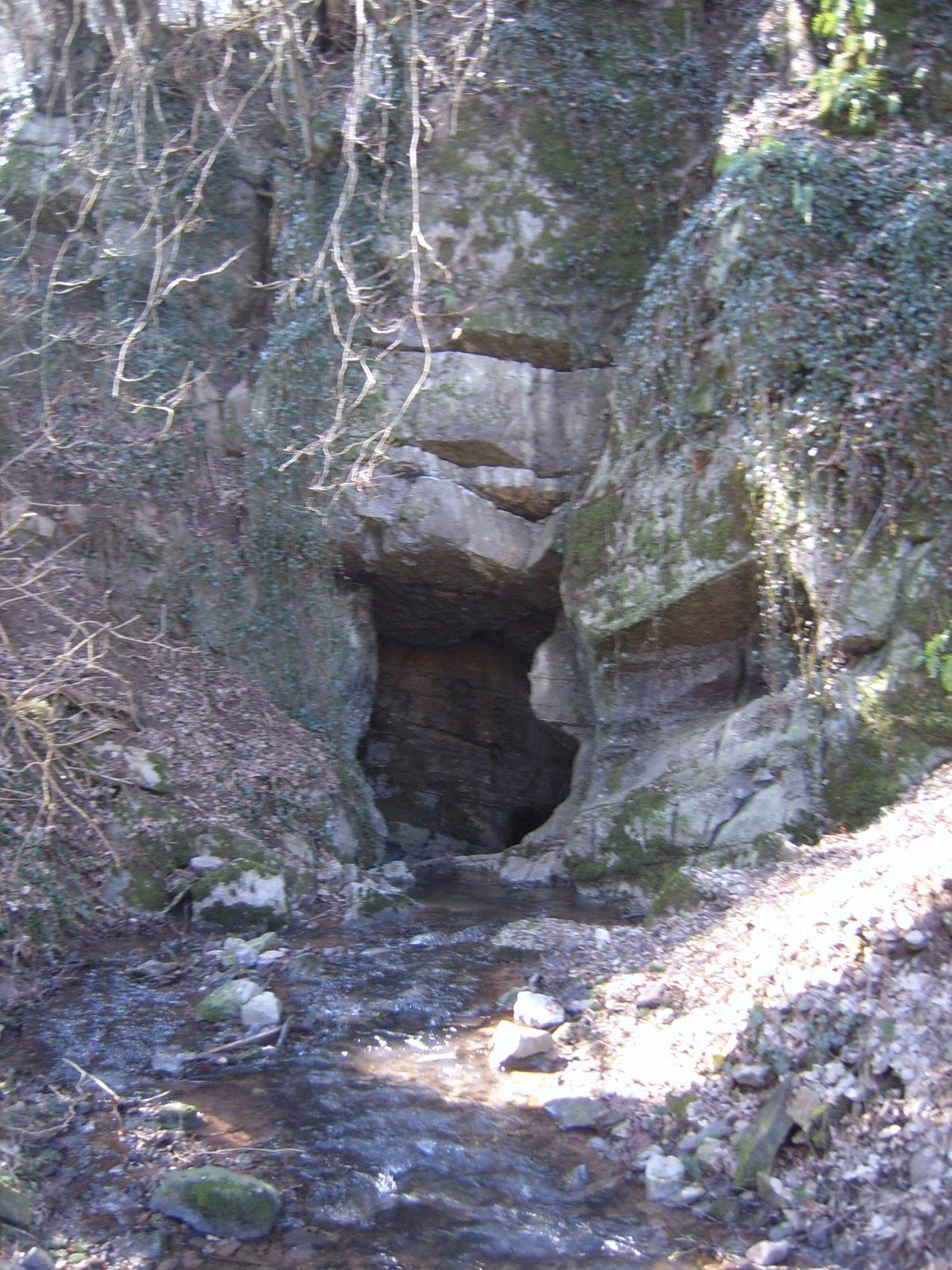
Chantoir de Sécheval à Remouchamps.

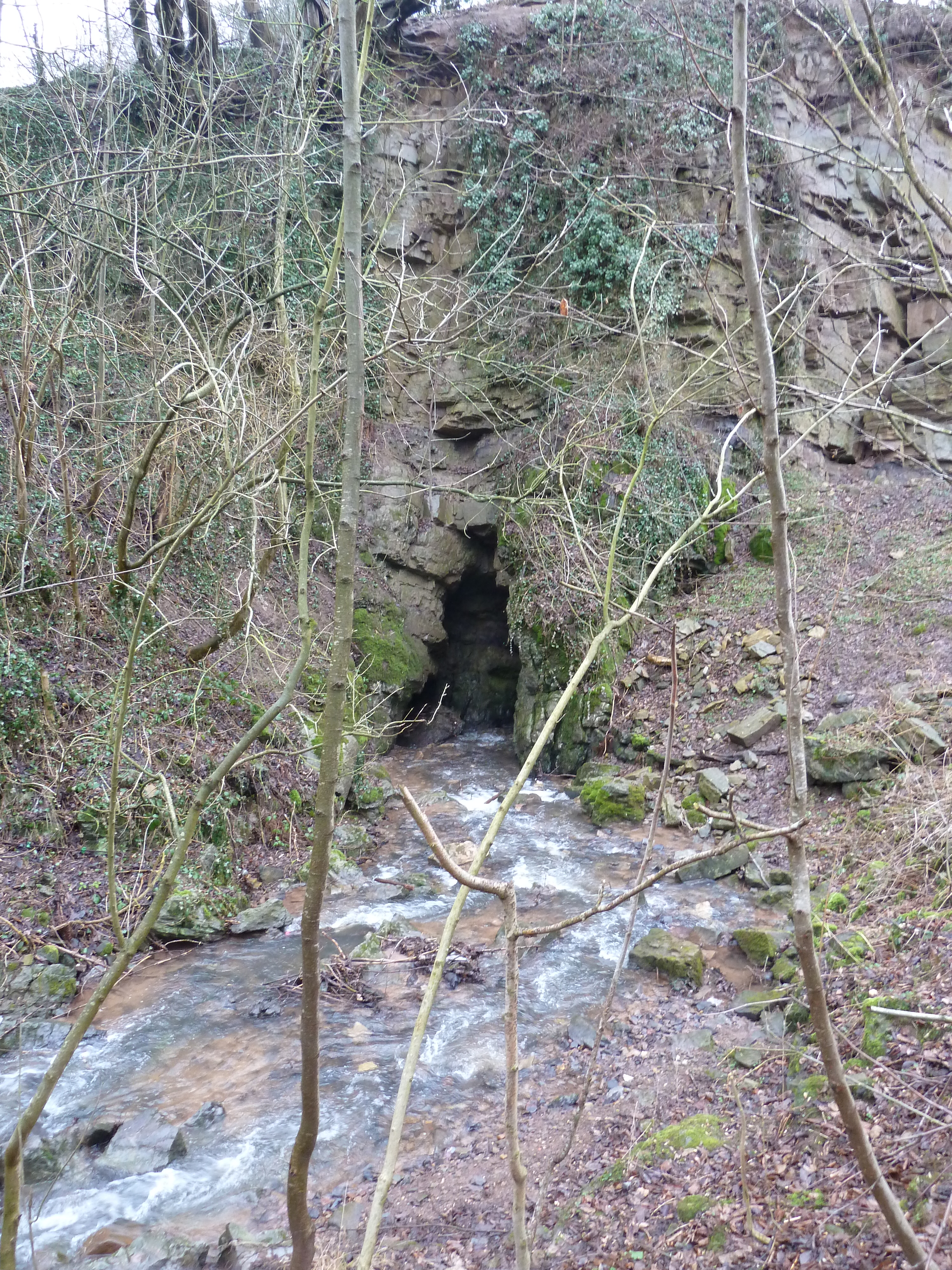
Chantoir de Rouge Thier

Le Vallon des Chantoirs est un système karstique situé en Belgique à cheval sur les communes de Sprimont et d'Aywaille en province de Liège.

## Description
Ce système karstique se développe dans les calcaires du dévonien moyen. Il se caractérise par le fait que tous les ruisseaux qui y coulent disparaissent rapidement dans le sol dès qu'ils abordent le calcaire sous-jacent. 
Ces pertes sont appelées chantoirs en Wallonie. L'étude de ce système karstique a montré que les eaux issues des ruisseaux se rejoignent sous terre en un collecteur commun qui résurge dans les grottes de Remouchamps où cette rivière souterraine a été baptisée Rubicon.
Les grottes de Remouchamps sont visitables et permettent, selon l'affirmation faite aux touristes, « la plus longue promenade souterraine du monde en barque ».

## Situation
Le Vallon des Chantoirs marque la limite nord de la région calcaire de la Calestienne qui étend son long serpent de 130 km jusqu'à Wallers-en-Fagne en France en passant par Bomal, Hotton, Han-sur-Lesse, Couvin et Chimay. Le vallon est bordé à l'ouest par le Condroz oriental et à l'est par les pentes boisées de l'Ardenne.
Les villages ou hameaux d'Adzeux, Rouge-Thier, Hotchamps, Deigné, Hassoumont et Sécheval se trouvent dans le Vallon des Chantoirs qui s'étend du nord au sud de Louveigné (commune de Sprimont) à Remouchamps (commune d'Aywaille).

## Liste des chantoirs du vallon
Environ 70 chantoirs ont été répertoriés. Ils font partie des communes d'Aywaille ou de Sprimont.
Les principaux sont :
- chantoir d'Adzeux
- chantoir de Béron Ry
- chantoir de Cheffosse
- chantoir de Trou-le-Coq
- chantoir de Grandchamps : ici, le trajet souterrain des eaux part dans la direction opposée au trajet en surface.
- chantoirs de Hotchamps
- chantoir du Pussin
- chantoir de Rouge-Thier ou Trou du Moulin
- chantoir de Sécheval, site classé

NB : l'orthographe chantoire est aussi admise.